# エスロード (水産)
エスロード株式会社（英: S Road Co., Ltd.）は、東京都品川区に本社を置く、水産物の輸入販売を行う食品会社である。

## 概要
1991年7月に設立。鮭の輸入及び鮭の加工食品の販売を行っている。

## 沿革
- 1991年7月 - エスロード株式会社設立
- 1991年8月 - ロシア・ウラジオストックに営業所設置
- 1994年4月 - ロシア・北千島（セベロ・クリルスク）に営業所設置
- 1995年5月 - ロシア・カムチャツカに営業所設置
- 1996年9月 - ロシア・サハリンに営業所設置
- 1997年1月 - ロシア・モスクワに営業所設置
- 1998年5月 - 韓国・釜山に営業所設置
- 2008年8月 - アメリカ・ロサンゼルスにS Road Dining Inc.を設立
- 2013年7月 - 王子サーモンの株式取得。

## モータースポーツ

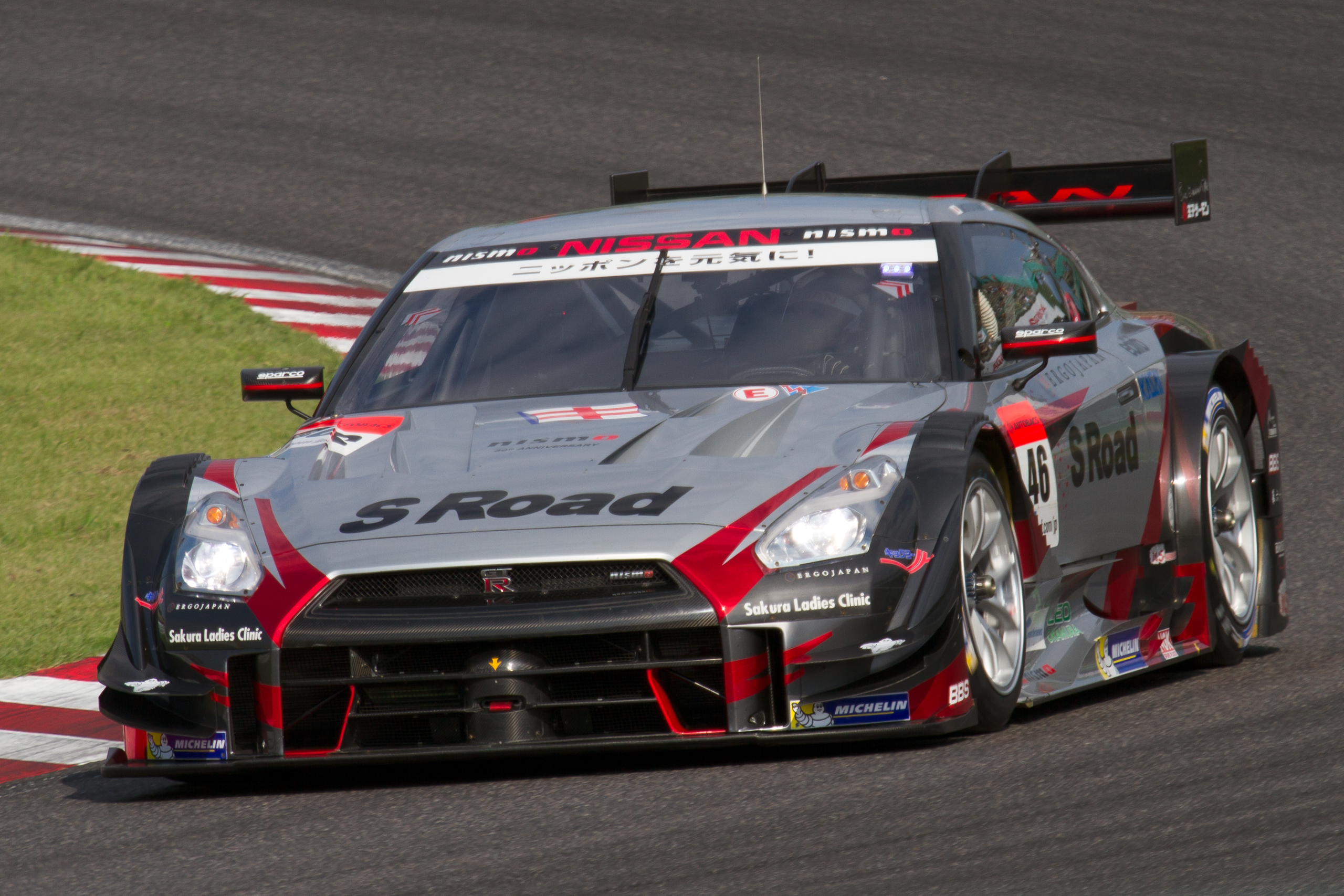
2014年度GT500参戦車両

2009年にSUPER GTのMOLA（2009年はGT300、2011年以降はGT500クラスに参戦）のメインスポンサーとなる。2012年はモーラに加えGT300クラスに参戦するNDDP RACINGのメインスポンサーも務めた。2013年はMOLAのメインスポンサーがREiTOになり、S RoadはNDDP RACINGのみをスポンサードした。2014年はNDDP RACINGから離れ再びMOLAのメインスポンサーに就く。